# Gordon-Taylor-Gleichung
Die Gordon-Taylor-Gleichung ist eine Gleichung zur Beschreibung der Glasübergangstemperatur von Mischungen mit zwei Komponenten in Abhängigkeit von den jeweiligen Massenanteilen. Sie wird unter anderem in der Polymerchemie, der Glasherstellung und der Lebensmittelchemie verwendet.

## Eigenschaften
Die Gordon-Taylor-Gleichung wird zur Vorhersage der Glasübergangstemperatur von Gemischen verschiedener Stoffe verwendet. Hierbei handelt es sich um den Übergang der Stoffmischung, aufgrund von schwachen intermolekularen Wechselwirkungen, in einen festen, nichtkristallinen Zustand. Die innere Struktur des gebildeten amorphen Feststoffs ist thermodynamisch nicht stabil, sondern befindet sich in einem kinetischen Gleichgewicht und ist abhängig vom Herstellungsprozess. Eine wesentliche Rolle spielt dieser Übergang in der Lebensmittelchemie. Vermessen werden häufig in Wasser gelöste oder suspendierte Substanzen. Beim Eindampfen werden die gelösten oder suspendierten Stoffmoleküle in enge Nachbarschaft zueinander und dadurch vorübergehend in einen glasartigen Zustand unterhalb ihres Schmelzpunkts gebracht. Dieser Zustand wird von Zusätzen beeinflusst, die man entweder als vitrifier oder als plasticizer bezeichnet, je nachdem, ob sie die Glasübergangstemperatur erhöhen oder erniedrigen. Weitere Temperaturerhöhung führt zur Schmelze infolge der Auflösung der schwachen Bindungen. Mit abnehmender Viskosität steigt dann die Tendenz zu chemischen und enzymatischen Reaktionen, was bei Lebensmitteln zum schnelleren Verderben führt. Für längere Haltbarkeit eines Lebensmittels ist deshalb seine Lagerung unterhalb der Glasübergangstemperatur notwendig. Auch die Textur von Fertiggerichten und die Löslichkeit von Instantsuppen und anderen pulvrigen Lebensmitteln kann mit Hilfe dieser Messgröße beeinflusst werden.
Die Gordon-Taylor-Gleichung lautet:
{\displaystyle T_{\rm {g}}={\frac {w_{1}T_{\rm {g_{1}}}+kw_{2}T_{\rm {g_{2}}}}{w_{1}+kw_{2}}}}
mit {\displaystyle T_{\rm {g}}} als Glasübergangstemperatur des Gemisches, {\displaystyle w_{1}} und {\displaystyle w_{2}} als die Massenanteile der beiden Komponenten, {\displaystyle T_{\rm {g_{1}}}} und {\displaystyle T_{\rm {g_{2}}}} als Glasübergangstemperatur der beiden Komponenten (die von Wasser liegt bei −135 °C). {\displaystyle k} ist die Gordon-Taylor-Konstante, eine dimensionslose physikalische Konstante, die experimentell bei verschiedenen Massenanteilen ermittelt wird. Wenn die chemischen Eigenschaften der beiden Stoffe nicht ähnlich sind, treten Abweichungen bei der Berechnung der Glasübergangstemperatur auf. Die Gordon-Taylor-Konstante lässt sich auch folgendermaßen beschreiben:
{\displaystyle k={\frac {\Delta \alpha _{2}V_{2}}{\Delta \alpha _{1}V_{1}}}}
mit {\displaystyle \alpha } als Ausdehnungskoeffizient und {\displaystyle V} als Volumen.
Alternativ verwendet werden auch die Couchman-Karasz-Gleichung, die Fox-Gleichung und die für stärkere intermolekulare Wechselwirkungen entwickelte Kwei-Gleichung:
{\displaystyle T_{\rm {g}}={\frac {w_{1}T_{\rm {g_{1}}}+kw_{2}T_{\rm {g_{2}}}}{w_{1}+kw_{2}}}+qw_{1}w_{2}}
mit {\displaystyle q} als Variable für intermolekulare Wechselwirkungen.
Für Mischungen von drei Komponenten gilt die Erweiterung der Gordon-Taylor-Gleichung:
{\displaystyle T_{\rm {g}}={\frac {w_{1}T_{\rm {g_{1}}}+k_{1}w_{2}T_{\rm {g_{2}}}+k_{2}w_{3}T_{\rm {g_{3}}}}{w_{1}+k_{1}w_{2}+k_{2}w_{3}}}}

## Beispiele
Glasübergangstemperaturen und Gordon-Taylor-Konstanten verschiedener Mischungen:
| Mischung                    | {\displaystyle T_{\rm {g}}} in °C | {\displaystyle k} |
| --------------------------- | --------------------------------- | ----------------- |
| Fructose/Wasser             | 005                               | 3,8               |
| Glucose/Wasser              | 031                               | 4,5               |
| Glucose/Sorbitol            | 032                               | 0,464             |
| Lactose/Wasser              | 101                               | 6,7               |
| Maltose/Wasser              | 087                               | 6,2               |
| Trehalose/Saccharose        | 114                               | 0,56              |
| Saccharose/Wasser           | 057                               | 5,4               |
| Maltodextrin DE 20 / Wasser | 141                               | 6,8               |
| Maltodextrin DE 10 / Wasser | 160                               | 7                 |
| Maltodextrin DE 5 / Wasser  | 188                               | 7,7               |
| Stärke/Wasser               | 250                               | 5,2               |
| Weizenmehl/Wasser           | 128                               | –                 |
| Milchpulver/Wasser          | 101                               | 8,6               |
| Tomatenpulver/Wasser        | 055                               | 5,5               |

## Geschichte
Die Gordon-Taylor-Gleichung wurde im Jahr 1952 von Manfred Gordon und James S. Taylor veröffentlicht.